# Veterinær- og Landbohøjskole Kollegiet
Veterinær- og Landbohøjskole Kollegiet, i daglig tale VLK, er et mindre kollegium med 74 værelser, der er beliggende på Hostrupsvej på Frederiksberg, tæt på Det Natur- og Biovidenskabelige Fakultets campus.
Pt. bor der 77 beboere/alumner. Det er en regel for at komme i betragtning til et værelse, at man er aktiv studerende på KU-Frederiksberg Campus, de studieretninger, der udspringer fra det tidligere KVL dvs. dele af KU-Science og KU-SUND.
Bygningen er tegnet af Vilhelm Hvalsøe og stod færdig i 1944.